# Spider-Man 2: Enter: Electro
Spider-Man 2: Enter: Electro (também conhecido como Spider-Man 2: Enter Electro) é um jogo de ação e aventura de 2001 baseado no personagem Homem-Aranha da Marvel Comics. Foi desenvolvido pela Vicarious Visions e publicado pela Activision exclusivamente para o PlayStation. É a sequência de Homem-Aranha (2000) e segue diretamente os eventos do jogo, enquanto o Homem-Aranha tenta frustrar uma conspiração criminosa orquestrada por Electro. Como seu antecessor, o jogo apresenta vários vilões do Homem-Aranha como chefes, incluindo Shocker, Cabeça de Martelo, Lagarto, Homem Areia e Electro, bem como sua persona Hyper-Electro carregada, criada exclusivamente para o jogo.
Enter: Electro recebeu uma recepção mista dos críticos, muitos dos quais geralmente o consideraram um rebaixamento de seu antecessor. O jogo se tornou notório por ter vários detalhes, incluindo todo o seu estágio final, modificado após os ataques de 11 de setembro; originalmente definido para ocorrer no topo do World Trade Center, o cenário foi alterado para um arranha-céu genérico após um atraso no lançamento.
Enter: Electro foi seguido por Spider-Man e Spider-Man 2 para consoles de videogame domésticos e PlayStation Portable, com base nos dois primeiros filmes lançados em 2002 e 2004, enquanto a sequência independente para o Game Boy Advance, Spider-Man: Mysterio's Menace, foi lançada em setembro de 2001.

## Jogabilidade
Uma grande diferença entre o jogo e seu antecessor é a capacidade de jogar em níveis terrestres. Nos níveis externos do primeiro jogo, se o Homem-Aranha balançasse muito baixo abaixo dos telhados designados, ele cairia na névoa amarela que dominava a maioria dos níveis do jogo e morreria. Enter: Electro, no entanto, apresentou níveis baseados em ruas limitadas da cidade. Eles eram grades confinadas em vez de um ambiente de livre circulação.
Os inimigos em Enter: Electro são mais realistas do que os do jogo anterior, com os homens-lagarto e simbiontes alienígenas sendo substituídos por criminosos, drones e robôs. Neste jogo, o Homem-Aranha tem a capacidade de atirar uma Bola de Teia enquanto está no ar. O Homem-Aranha também pode anexar eletricidade e gelo à sua teia. O modo de treinamento leva o jogador para a Sala de Perigo dos X-Men, onde Vampira e Professor X auxiliam o Homem-Aranha com tudo o que pode ser útil durante o curso do jogo. A animação das mãos também é alterada; as mãos de cada personagem podem reagir em vez de acenar com os punhos.  Os movimentos básicos de combinação de socos e chutes também foram alterados, eliminando o uppercut/mule kick de duas mãos para o terceiro golpe. O Homem-Aranha tem apenas uma animação de salto neste jogo, com ele tendo duas no antecessor. O jogo apresenta principalmente apenas quatro dubladores creditados: Rino Romano como Homem-Aranha e Jennifer Hale como Dra. Watts e Vampira, enquanto Daran Norris e Dee Bradley Baker forneceram o resto das vozes.
Ao completar certos objetivos no jogo, novos trajes podem ser desbloqueados para o Homem-Aranha. Muitos deles têm poderes especiais para alterar a experiência do jogo. Estão incluídos todos os trajes do primeiro jogo, com as mesmas habilidades, bem como vários trajes novos. Uma nova opção chamada modo "Criar-Uma-Aranha" permite que o jogador aplique até três poderes no jogo a qualquer traje desbloqueado. Os poderes do jogo incluem força aprimorada, teias ilimitadas e invencibilidade.
Dois trajes adicionais projetados pelo artista de quadrinhos Alex Ross também foram apresentados no jogo, um dos quais era um design de traje conceitual para o filme do Homem-Aranha de 2002.

## Enredo
Logo após os eventos do Homem-Aranha, o Clarim Diário deu ao Capitão América o crédito de parar "o plano do Doutor Octopus e do Homem-Aranha", enquanto afirmava que o Homem-Aranha ainda está solto.
Uma série de assaltos liderados por Electro acontecem por toda a cidade de Nova York. Enquanto patrulha, o Homem-Aranha vê um dos assaltos acontecendo em um prédio de propriedade da BioTech. Colocando um Spider-Tracer na motocicleta do ladrão chefe, o Homem-Aranha o segue até um armazém abandonado onde o ladrão está passando uma maleta roubada para um contato. O Homem-Aranha derrota os bandidos e interroga um deles, antes de ser forçado a lutar contra o bandido chefe: Shocker.
Depois de derrotar Shocker, o Homem-Aranha segue a dica do bandido e segue para um campo de aviação, para onde o contato está indo. Ao longo do caminho, ele é forçado a desativar uma bomba, destruir um ninho de metralhadora e impedir que um avião desgovernado caia.  Enquanto o contato escapa via helicóptero, o Homem-Aranha planta outro rastreador nele e o rastreia até um pátio ferroviário de propriedade de Hammerhead, onde ele deve lutar contra sua equipe noturna empregada pela máfia e Sandman para impedir que o contato fuja a bordo de um trem. O Homem-Aranha eventualmente confronta o contato, que é revelado como Beetle. Embora Beetle consiga escapar com a maleta, ele sem saber deixa para trás uma pista para o Homem-Aranha: um convite para o Baile da Ciência e Indústria.
Enquanto isso, Electro explica seu plano mestre para seus cúmplices Beetle, Hammerhead e Sandman: completar o Dispositivo Bio-Nexus. Nas mãos de uma pessoa comum, ele pode amplificar sua bioenergia para abastecer um quarteirão da cidade. Em suas mãos, o dispositivo amplificará seus poderes a níveis divinos. Os vilões adquiriram a maioria das peças que compõem o dispositivo, mas ainda precisam de sua fonte de energia. Acreditando que seu criador, Dr. Watts, pode saber onde ele está localizado, Electro envia Hammerhead e seus homens para sequestrá-la no baile.  Hammerhead faz várias pessoas de reféns, mas é frustrado pelo Homem-Aranha, que resgata os reféns antes de enfrentar e derrotar Hammerhead. No entanto, Sandman captura o Dr. Watts durante a confusão.
Procurando mais informações sobre a Dra. Watts e por que ela é procurada pelos vilões, o Homem-Aranha liga para o Dr. Curt Connors, seu colega na BioTech, apenas para ouvir rugidos do outro lado da linha. Temendo que Connors tenha se transformado em seu alter ego monstruoso mais uma vez, o Homem-Aranha se infiltra na BioTech e passa pela segurança para chegar ao laboratório de Connors, onde é confrontado pelo Lagarto. Depois de criar um antídoto para restaurar Connors de volta ao normal, o Homem-Aranha descobre com ele sobre o plano de Electro. Ele então vai investigar o laboratório do Dr. Watts e descobre que o dispositivo pode ser alimentado por uma safira do tamanho de uma mão. Depois de derrotar Sandman, o Homem-Aranha vê um artigo de jornal do Clarim Diário sobre uma safira chamada Lágrima de Zeus em exposição no Museu.  Percebendo que é grande o suficiente para alimentar o Dispositivo Bio-Nexus, o Homem-Aranha corre para chegar lá antes de Electro.
Electro chega antes do Homem-Aranha no museu, mas este consegue derrotá-lo dentro do planetário e garante a safira. Ainda mantendo o Dr. Watts como refém, Electro coage o Homem-Aranha a lhe dar a safira, ameaçando a vida do Dr. Watts. O Homem-Aranha joga a Lágrima de Zeus no ar enquanto Electro libera o Dr. Watts. Quando o Homem-Aranha tenta pegar a safira de volta com suas teias, ele erra, o que permite que Electro a agarre. Com o Dispositivo Bio-Nexus completo, Electro o usa para se sobrecarregar em "Hyper-Electro", um ser feito de energia elétrica pura, e voa para longe em um raio. Um Homem-Aranha ferido o segue até o topo de um arranha-céu próximo. Incapaz de atacá-lo diretamente, o Homem-Aranha usa os geradores da torre para desabilitar o Dispositivo Bio-Nexus, permitindo que ele derrote Electro e destrua o dispositivo.
No dia seguinte, o Homem-Aranha fica irritado com a primeira página do Clarim Diário que dá a Thor o crédito pela derrota de Electro. Ele se afasta, brincando que precisa de um novo agente. Na prisão, Hammerhead e Shocker estão jogando pôquer em sua cela enquanto Electro geme sobre sua derrota. Hammerhead pergunta a Shocker se ele conhece algum outro jogo de cartas, já que tudo o que ele conhece é pôquer. Shocker decide perguntar ao Doutor Octopus, Scorpion, Mysterio, Rhino e um bandido do Sindicato de Jade, que estão presos em uma cela próxima, se algum deles sabe jogar Go Fish. Um Doutor Octopus irritado ainda está batendo a cabeça contra as barras da cela.

## Desenvolvimento

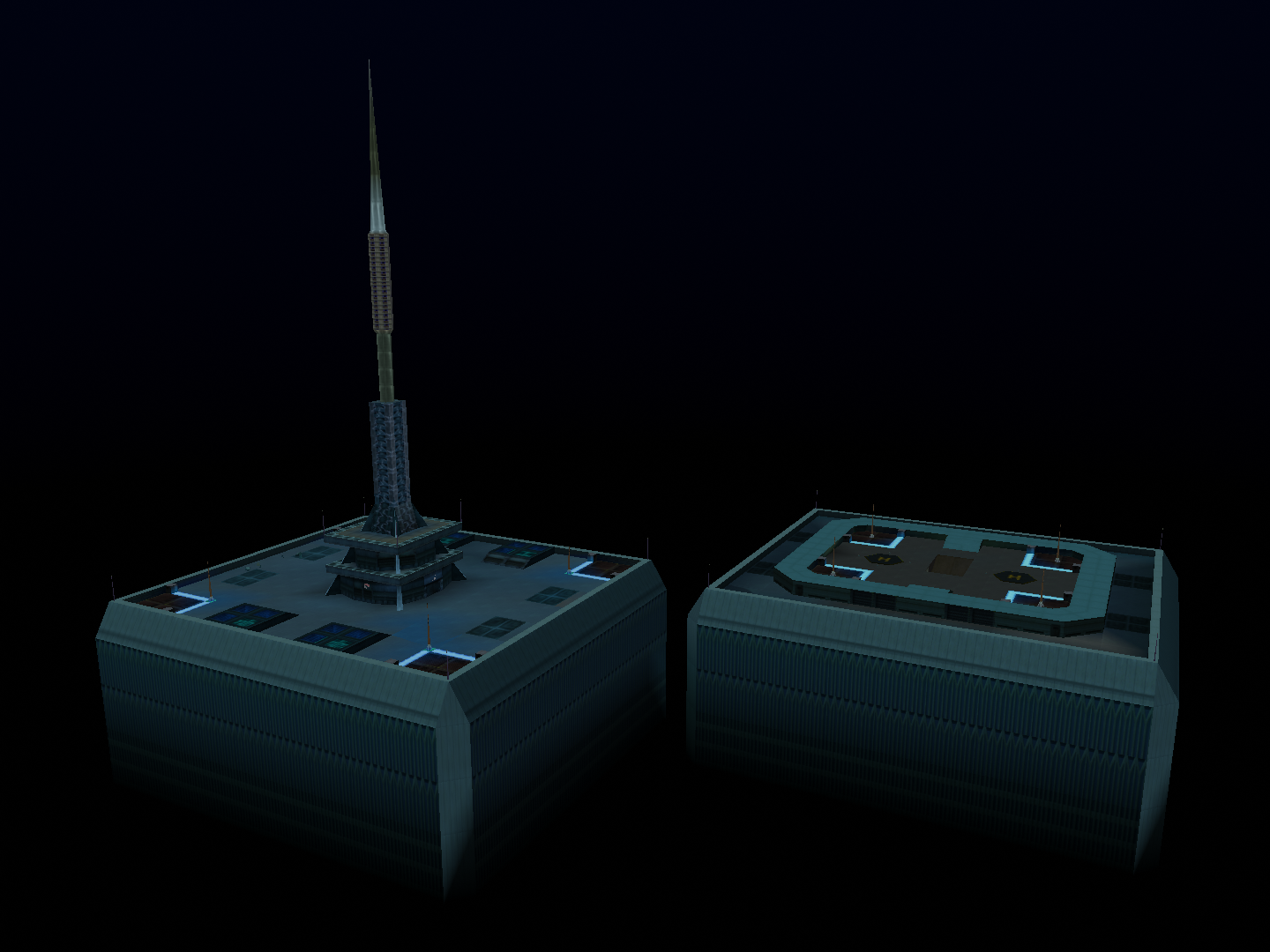
Entre: O estágio final do Electro antes das mudanças de sensibilidade, retratando as Torres Gêmeas

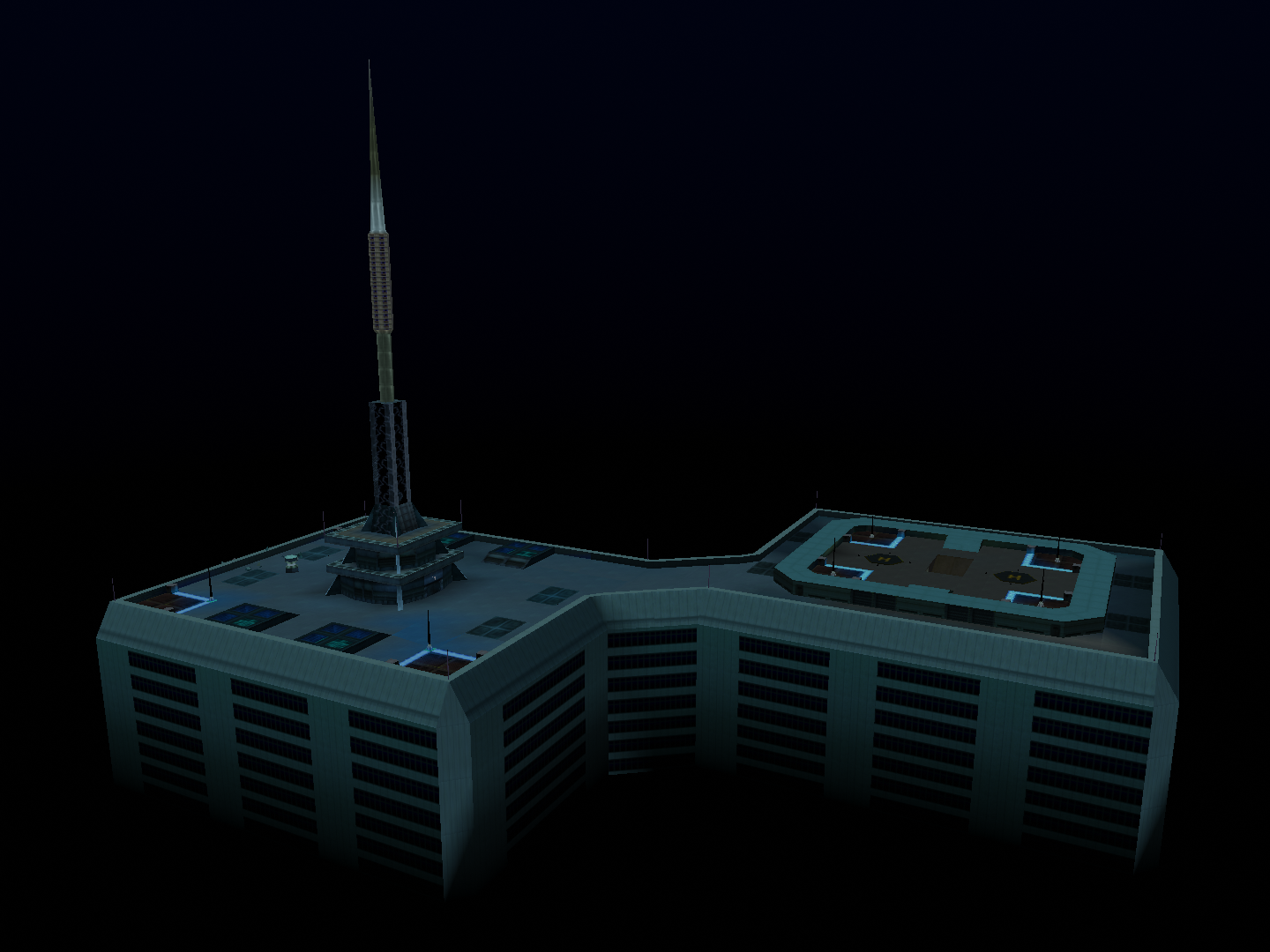
Entre: O estágio final do Electro na versão de varejo do jogo, com uma ponte adicionada entre as torres e uma fachada diferente nos edifícios para remover associações com o World Trade Center

### Atraso e modificações
Enter: Electro foi originalmente programado para ser lançado em 18 de setembro de 2001. Seguindo o ataques de 11 de setembro, A Activision atrasou o lançamento do jogo para remover as referências ao World Trade Center, e o jogo foi adiado para 18 de outubro daquele ano. O nível final do jogo originalmente acontecia no topo das Torres Gêmeas; isso foi alterado para um par genérico de torres com uma ponte adicionada entre elas. Uma tomada de estabelecimento das Torres Gêmeas na cena anterior foi excluída completamente. Outras alterações feitas por razões de sensibilidade incluíram mudanças no nome do nível; os níveis Crash Flight!, Downward Spiral, Aces High e Top of the World se tornaram Wind Tunnel, The Corkscrew, The Gauntlet e The Best Laid Plans, respectivamente.
A versão pré-11 de setembro do jogo foi lançada online por um usuário argentino do YouTube em 2015. O vídeo sob o qual o ISO foi vinculado explica que a versão sem cortes foi originada da cópia de infância do jogo do usuário, que o usuário sugere que pode ter sido um disco pirata pirata. Em 2017, uma cópia protótipo PAL sem cortes do jogo datada de 14 de agosto de 2001 foi carregada no site de preservação de videogame Hidden Palace.
Não se sabe como cópias de varejo não cortadas do jogo surgiram em mãos privadas. Há um equívoco de que o jogo foi recolhido das prateleiras após o 11 de setembro, com algumas fontes alegando que o jogo foi realmente lançado em agosto de 2001; isso nunca foi verificado e não há fontes contemporâneas confirmando a suposta data de lançamento em agosto ou o recall do produto.

### Conteúdo exclusivo da Web
Em 28 de setembro de 2001, a Activision carregou uma cena exclusiva do jogo para download no site oficial do jogo Spider-Man. A cutscene continha o encontro do Homem-Aranha e Thor após a batalha final do jogo. O conteúdo exato da cena é desconhecido, pois não há links para download ou backups do vídeo; como tal, o vídeo é considerado mídia perdida.

## Recepção
Spider-Man 2: Enter: Electro recebeu críticas moderadamente positivas, embora inferiores às do primeiro jogo. Os críticos notaram que a escolha dos vilões era mais obscura do que seu antecessor, e o curto período de tempo para completar o jogo foi outro ponto de crítica. O enredo do jogo foi divisivo, pois alguns o viram como abaixo da média e não à altura da última parcela, enquanto outros gostaram. Os gráficos, dublagem, trilha sonora e jogabilidade receberam elogios, no entanto. Jeff Lundrigan da Next Generation o chamou de "um sucessor digno, se não tão excepcional quanto o original". No Japão, onde o jogo foi portado e publicado pela Success em 31 de outubro de 2002, a Famitsu deu a ele uma pontuação de 27 de 40.

## Sequência
Uma sequência independente intitulada Spider-Man: Mysterio's Menace foi lançada em 2001 para o Game Boy Advance. Além disso, a adaptação para videogame do filme de 2002 compartilha um estilo de jogo e esquema de controle semelhantes e pode ser considerado um terceiro jogo espiritual.

## Ligações Externas
- Spider-Man 2: Enter: Electro no MobyGames
- Spider-Man 2: Enter: Electro no IMDb